# Rejmyre landsfiskalsdistrikt
Rejmyre landsfiskalsdistrikt var 1918-1941 ett landsfiskalsdistrikt i Östergötlands län, bildat när Sveriges indelning i landsfiskalsdistrikt trädde i kraft den 1 januari 1918, enligt beslut den 7 september 1917. Landsfiskalsdistriktet avskaffades den 1 oktober 1941 (genom kungörelsen 28 juni 1941) när Sverige fick en ny indelning av landsfiskalsdistrikt och dess område överfördes till Finspångs landsfiskalsdistrikt.
Distriktets namn har även stavats Reijmyre landsfiskalsdistrikt under 1920- och 1930-talen, och det var stavningen som användes i kungörelsen den 7 september 1917.
Landsfiskalsdistriktet låg under länsstyrelsen i Östergötlands län.

## Ingående områden

### Från 1918
Finspånga läns härad:
- Regna landskommun
- Skedevi landskommun